# Ezonuculana
Ezonuculana is een uitgestorven geslacht van tweekleppigen uit de  familie van de Nuculanidae.